# Egaleo AO Atena
 Egaleo AO Atena je grčki košarkaški klub iz atenskog predgrađa Egaleoa. Trenutačno nastupa u grčkoj A2 Ethniki. 

## Povijest
Egaleo je osnovan u lipnju 1956. godine na inicijativu Alexandrosa Stavropoulosa. Klub je iste godine nastupao u 3. razredu grčkog prvenstva. Egaleo je 1996. preuzeo Georgios Isigonis, kako bi pomogao klubu izboriti prvoligaško društvo. Klub je 27. lipnja 2006. izborio prvoligaško natjecanje. Zbog nedovoljnih novčanih sredstava, klub se nikada nije mogao boriti za neki trofej kao što su se borili neki drugi atenski klubovi poput Olympiakosa, Panathinaikosa, Panioniosa i Maroussija. 

## Poznati igrači
| - Prodromos Nikolaidis - Vassilis Soulis - Vladimir Krstić - Anthony Goldwire - Andrae Patterson | - Ibrahim Jaaber - Rashad Anderson - Keydren Clark - Donell Taylor - DeVon Hardin |

## Vanjske poveznice
- Službena stranica  Arhivirana inačica izvorne stranice od 4. travnja 2009. (Wayback Machine)